# 土鍋飯
土鍋飯（どなべめし）、煲仔飯（ボウジャイファン、中国語: 鍋飯, 拼音: guōfàn; 粤語: 煲仔飯, 粤拼: bou1jai2faan6）は、小さな土鍋で米を炊き、炊きあがる直前に各種の味付けした具を乗せた中国料理。広東省、香港のものが著名であるが、他地域にもある。

## 概要
土鍋を使って一人前ずつの白米を炊き、炊きあがりの直前に、下味を付けた具を乗せて蓋をして蒸し、醤油ベースのたれをかけて完成させるご飯料理である。通常片手餅の土鍋を用い、具には、鶏肉、牛肉、広東式の干しソーセージ、カエル、魚、シイタケ、ネギなどのほか、オプションで卵を入れることもできる。炊きたてのものが食べられ、具も、本来の持ち味を生かすことができるが、米を研いでおいても、炊くのに30分ほどかかるのが難点である。このため、香港の茶餐廳などでは、事前に注文が入ることを見越して白米を炊いておき、客の注文を受けてから好みの具を乗せて蒸す事で、時間節約を図っている例もある。なお、日本の中華料理店では、炊飯器で炊いた米飯を土鍋に入れて出す形式も見られる。

## 種類

### 広東の煲仔飯

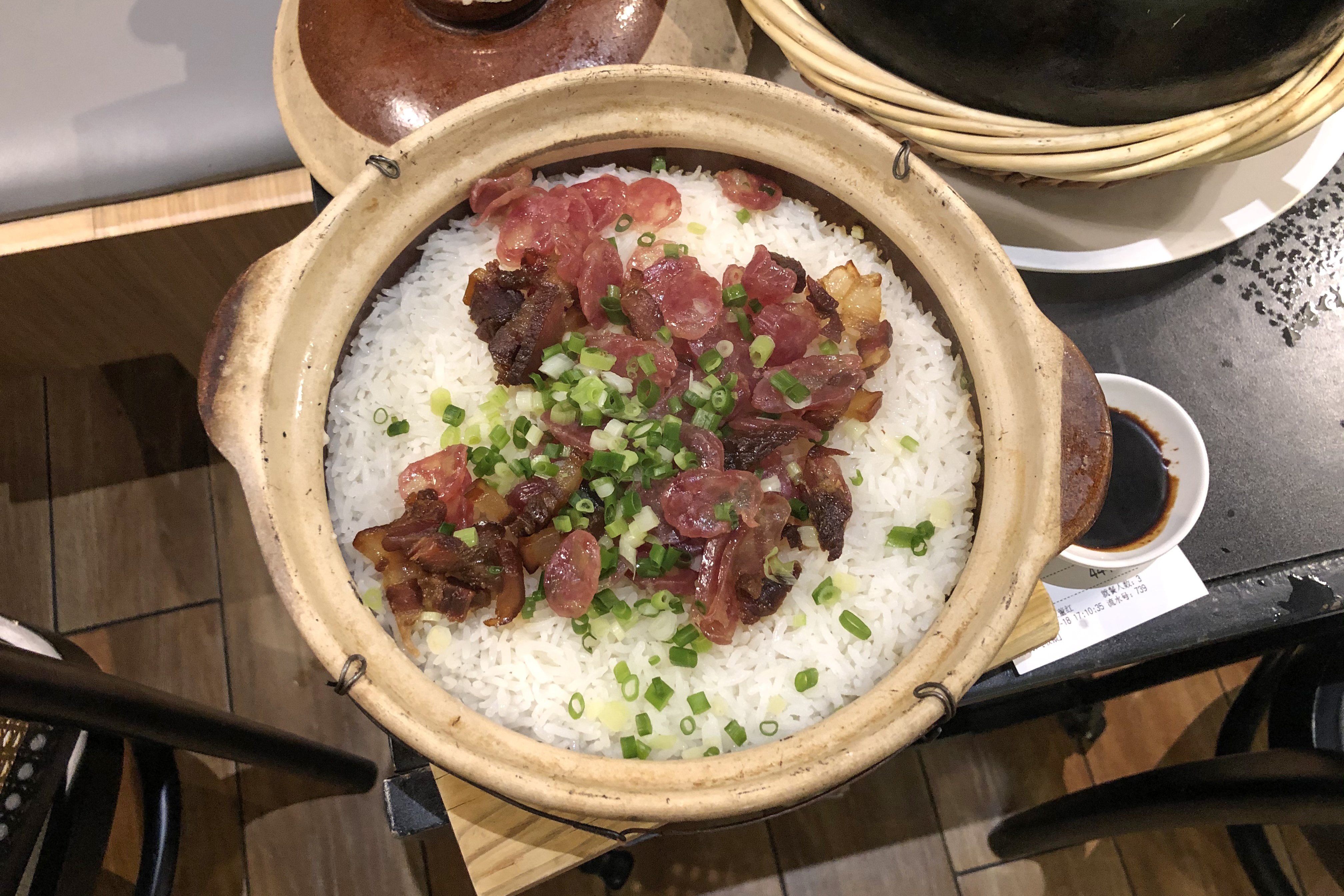
広東式臘腸煲仔飯

- 臘腸煲仔飯（ラプチョンポウチャイファーン） - 広東ソーセージ乗せ土鍋飯
- 北菇雞煲仔飯（パックーカイポウチャイファーン） - 椎茸鶏肉土鍋飯
- 窩蛋牛肉煲仔飯（ウォーダーンアウヨッポウチャイファーン） - 月見牛ミンチ乗せ土鍋飯

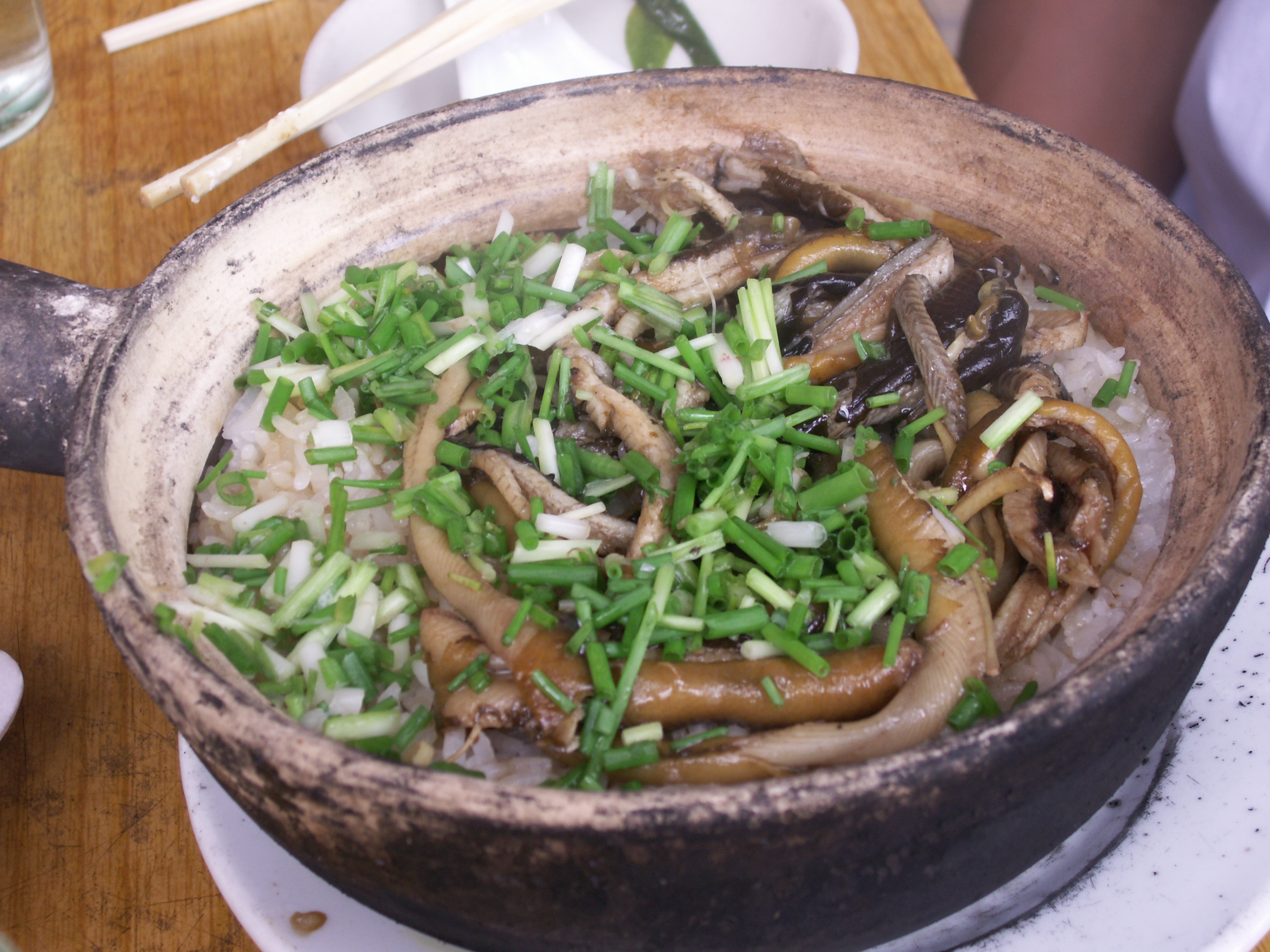
黄鱔煲仔飯

- 黄鱔煲仔飯（ウォンシンポウチャイファーン） - タウナギ土鍋飯。台山市のものが著名。
- 鳳爪排骨煲仔飯（フォンジャーウパーイクァッポウチャイファーン） - もみじスペアリブ乗せ土鍋飯
- 鹹魚肉餅煲仔飯（ハームユーヨッベンポウチャイファーン） - 鹹魚と豚肉ハンバーグのせ土鍋飯
- 咖喱牛腩煲仔飯（カーレイアウナームポウチャイファーン） - 土鍋ビーフカレーライス

### シンガポール式

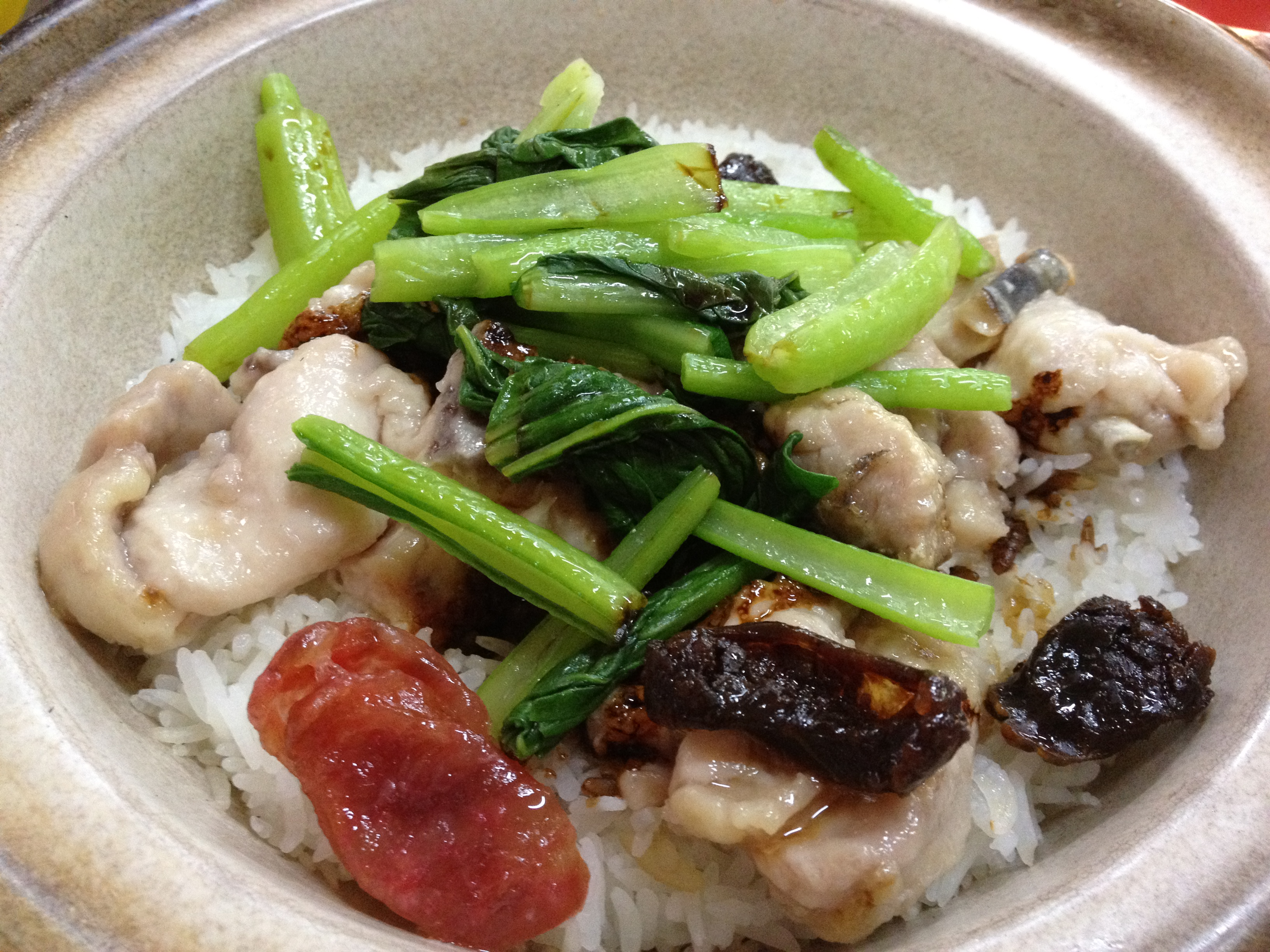
シンガポール式臘味滑雞煲仔飯

広東、香港のものよりも醤油だれを多く用いる例が多い
- 臘味滑雞煲仔飯（ラプメイワッカイポウチャイファーン） -  広東ソーセージと鶏肉乗せ土鍋飯